# 米倉あきら
米倉 あきら（よねくら あきら）は、日本のライトノベル作家・小説家である。

## 来歴
2011年の第6回HJ文庫大賞で、「HJ文庫大賞始まって以来最大の問題作」と評されながらも「単純な面白さなら間違いなくトップクラス」と称された作品『せんせいは何故女子中学生にちんちんをぶち込み続けるのか?』で奨励賞を受賞した。受賞発表後、同作はネット上で話題となり、後に同作を『インテリぶる推理少女とハメたいせんせい』と改題して発表している。
デビュー作である「インテリぶる推理少女とハメたいせんせい」は、「このライトノベルがすごい! 2014年」にて、54位にランクインするなど一定の評価を得る。

## 作品一覧
- 『インテリぶる推理少女とハメたいせんせい』（イラスト: 和遥キナ、2013年3月1日発売、HJ文庫〈ホビージャパン〉、ISBN 978-4-7986-0569-2）[4]